# Karl Arndt
Karl Arndt (ur. 10 marca 1892 w Kurowie Wielkim, zm. 30 grudnia 1981 w Balve-Langenholthausen) – niemiecki generał porucznik, uczestnik agresji na Polskę i Francję oraz ataku na Związek Radziecki.
W armii niemieckiej służył od 1909 roku, początkowo jako podoficer. W czasie II wojny światowej uczestniczył w agresji na Polskę i Francję oraz ataku na Związek Radziecki. W czasie agresji na ZSRR dowodził 511 Pułkiem Piechoty, a od marca 1943 roku 293 Dywizją Piechoty. Pod koniec 1943 roku powierzono mu dowództwo 359 Dywizją Piechoty, wchodzącej w skład 17 Armii. Pod koniec wojny planowano powierzenie mu dowództwa XXXIX Korpusu Pancernego.

## Ordery i odznaczenia
- Krzyż Rycerski Krzyża Żelaznego